# Analogia
Analogia (gr. ἀναλογία – odpowiedniość, podobieństwo) – oznacza orzekanie o pewnych cechach (właściwościach) jednego przedmiotu (rzeczy, osoby, zjawiska, pojęcia itp.) na zasadzie jego podobieństwa do innego przedmiotu (którego odpowiednie cechy są określone i znane) lub równoległości występujących pomiędzy nimi innych cech. Do analogii zwykło się sięgać w filozofii, prawie, teologii, polityce, retoryce, matematyce, fizyce, biologii (np. narządy analogiczne), statystyce itp.
Z rozumowaniem per analogiam wiąże się głównie funkcję heurystyczną, traktując je jako środek do wynajdowania (inkubacji) nowych pomysłów i rozwiązań, w tym stawiania tzw. hipotez naukowych. Odmawia mu się natomiast niekiedy funkcji dowodowej, co najwyżej przyznając mu wtedy możliwość uprawdopodabniania tez, na których zasadność ono wskazuje. Dotyczy to zwłaszcza nauk empirycznych (przyrodniczych). W niektórych jednak dziedzinach – jak filozofia, teologia czy nauki prawne – ten rodzaj rozumowania służy nie tylko do wysuwania wstępnych wniosków, ale jest zarazem pełnowartościowym sposobem na ich udowodnienie. Jest tak zwłaszcza wtedy, gdy w danej dyscyplinie nie da się skorzystać z innych rodzajów dowodów typowych dla nauk empirycznych (przyrodniczych) i formalnych takich jak eksperyment i obserwacja oraz rozumowanie dedukcyjne (w tym z przyjętych odgórnie (bez dowodu) pewników vel aksjomatów) lub gdy w danej dziedzinie z powodu tego, że poszczególne przypadki się od siebie istotnie różnią, nie da się ustanowić jakichś ogólnych praw (np. wycenianie wartości konkretnej nieruchomości, jakie jest często kwestią indywidualną).
Zgodnie z niektórymi poglądami umiejętność rozumowania drogą analogii jest czymś immanentnie tkwiącym w umyśle ludzkim i człowiek posługuje się nim na co dzień, często sobie tego nawet nie uświadamiając. Porównywanie różnych spraw (zdarzeń, zachowań, przedmiotów) w celu podjęcia decyzji w życiu codziennym, wydania wyroku sądowego czy oszacowania wartości nieruchomości jest jednym z przykładów korzystania z rozumowania z analogii. Czasem twierdzi się też, że za pomocą analogii ludzie dokonują percepcji – tj. zgodnie z założeniem, iż posługiwanie się ogólnymi pojęciami języka wymaga porównania obiektów (desygnatów danej nazwy, danego pojęcia), jakie spotykamy w rzeczywistości, z jakimś idealnym wyobrażeniem odpowiadającym danemu pojęciu/nazwie.

## Zastosowanie

### W języku
- Pod postacią metafory analogia pozwala przekazywać myśli w zawoalowany sposób.
- W literaturze i poezji sięga się do analogi w celu rozśmieszenia innych. Humorystyczny walor analogii pozwala się dostrzec zwłaszcza w komiksach i występach komików.
- Analogia pomaga w robieniu językowych generalizacji i kategoryzacji.
- Analogia może przysłużyć się do powstania pojęć i terminów obecnych w języku (podobieństwo, jakie zachodzi między osobami, zwierzętami, rzeczami, zachowaniami i zdarzeniami może doprowadzić do potrzeby jednakowego ich rozumienia pod jakimś wspólnym terminem/pojęciem)[2].

### W konceptualizacji
- Analogie tkwiące w poszczególnych powiedzeniach i zwrotach językowych (jak np. czas to pieniądz) mogą pomóc zrozumieć sposób, w jaki ludzie pojmują świat i odnoszą się w nim do siebie[3].
- Rozumowanie z analogii może pomóc w rozumieniu pojęć, jakie obecne są w języku potocznym lub języku specjalistycznym danej dziedziny wiedzy lub branży (np. poprzez wizualizowanie sobie, przywoływanie sobie jego mentalnego obrazu) jakiegoś idealnego (wzorcowego) desygnatu jakiegoś pojęcia i porównywania z nim przedmiotów, osób i rzeczy obecnych w rzeczywistości[4].

### W retoryce i argumentacji
- Analogia służy do argumentowania, przekonywania i budowania postaw w społeczeństwie (ang. attitude-formation). Perswazyjna moc analogi bierze się nie tylko z występującego podobieństwa, ale i jest przenoszona z rzeczy, osób i zdarzeń użytych dla celów porównania[5].

### W nauce
- Analogia służy do wynajdowania nowych hipotez badawczych i wynajdowania nowych pomysłów i idei – co nazywa się heurystyczną funkcją analogii.
- Analogia pełni funkcje dowodową, uzasadniając poprawność wysuniętych teorii i hipotez badawczych. Walor dowodowy analogi jest szczególnie istotny dla tych rodzajów nauk, w których przeprowadzenie dowodu empirycznego lub logicznego nie jest możliwe – tj. np. w teologii, filozofii, kosmologii w zakresie, w jakim bada ona te części kosmosu jakie są niedostępne dla empirycznej obserwacji.
- Analogia może zostać użyta w celach poczynienia ilustracji lub przybliżenia danego fenomenu (zjawisk, jakie w nim zachodzą) – poprzez odwołanie się do podobnego fenomenu, jaki jest bliżej znany uczniom/studentom.
- Analogia może pomóc w stworzeniu i objaśnieniu jakiejś teorii naukowej (teoretycznego modelu) drogą odniesienia się do podobnej teorii (modelu).
- Analogia jest pomocna w tworzeniu pojęć naukowych, ich systematyzacji i klasyfikacji, zwłaszcza umożliwiając naukowcom wprowadzenie jakiegoś nowego pojęcia na podstawie podobieństwa struktur pomiędzy jakimiś zjawiskami lub prawami, jakie w tych zjawiskach zachodzą[6].

### W prawie
W prawie analogia służy zwłaszcza do wypełniania tzw. luk w prawie ustawowym (stanowionym), które mogą polegać na braku regulacji prawnej dla jakiegoś zakresu stosunku społecznych, istnieniu regulacji prawnej, jaka jest nazbyt ogólna, by się ją dało zastosować w konkretnym przypadku, istnieniu regulacji prawnej, jaka jest dla danego przypadku niepożądana. Istnieje też wiele innych – mniej popularnych – zastosowań rozumowania z analogii w tym prawie.
W prawie precedensowym analogia służy przede wszystkim do rozstrzygania spraw sądowych na podstawie ich podobieństwa do którejś lub którychś ze spraw, w jakich został ustanowiony wcześniej precedens. Na niej – a dokładnie na jej odwrotności, dysanalogii – zasadza się też instytucja tzw. distinguishing.
Ponadto analogia może służyć jako środek do stosowania w konkretnych stanach faktycznych reguł (norm) prawa stanowionego i reguł precedensowych (rationes decidendi) – dochodzi wówczas do porównywania przypadku, w jakim ma zostać zastosowana dana reguła, z przypadkami, jakie pod tę regułę podpadają na pewno (tzw. przypadkami wzorcowymi), w celu ustalenia czy zachodzi między nimi podobieństwo wystarczające dla potraktowania ich w sposób jednakowy.
Istnieje wiele ograniczeń dla stosowania analogii w prawie – np. nie wolno z niej korzystać, gdyby miało się to odbyć ze szkodą dla oskarżonego lub podatnika lub gdyby na jej podstawie miało dojść do dotworzenia nowych wyjątków nieprzewidzianych przez prawo lub odstąpienia od jasnego i precyzyjnego tekstu ustawy.
Analogia, jaka występuje w prawie, różni się od analogii, z jakiej korzysta się w naukach przyrodniczych i życiu codziennym. Jest tak między innymi z powodu normatywnego (preskryptywnego) charakteru prawa oraz braku możliwości prowadzenia w nim empirycznych dowodów, jakie potwierdzałyby prawidłowość jego zawartości i podejmowanych na jego podstawie decyzji.

### W życiu codziennym
- Analogia może zostać użyta w celu znalezienia rozwiązania dla jakiegoś codziennego problemu – np. na zasadzie jeśli wiadomo, że coś pomaga rozwiązać jakiś problem, to dlaczego miałoby nie pomóc w rozwiązaniu problemu do niego podobnego.
- Analogia umożliwia dokonywania wyboru spośród wielu alternatyw, przewidywanie i wydawanie opinii (czynienie ocen), jakie ludzie muszą robić na co dzień.
- Analogia, opierając się na zasadzie równego traktowania, może pomóc w dystrybucji ciężarów i korzyści w społeczeństwie, z jaką ludzie mają do czynienia w życiu codziennym[13].

## Nazewnictwo
Inne spotykane nazwy używane na określenie analogii lub rozumowania (argumentu) z analogii to:
- argumentum a simile (a simili)[14],
- argument lub rozumowanie a pari,
- argumentum a similibus ad similia,
- rozumowanie per analogiam,
- wnioskowanie z podobieństwa (przez podobieństwo),
- argument ab exemplo (z paradygmatycznego przykładu)[15].

## Struktura
Schemat rozumowania z analogia posiada zazwyczaj strukturę:
Przesłanka pierwsza: A posiada cechy X, Y, Z i G.
Przesłanka druga: B posiada cechy X, Y, Z.
Wniosek z rozumowania per analogiam: B posiada też cechę G.
Schemat rozumowania z analogii może też przybrać strukturę (matematycznej) proporcji:
Wersja pierwsza: A jest do B tak jak C jest do D.
Wersja druga: A jest do B tak jak B jest do C.
W przypadku analogii z proporcji liczy się podobieństwo nie cech (właściwości), lecz relacji, jakie zachodzą w porównywanych przedmiotach, podmiotach lub zjawiskach.
Przykładem analogi proporcji jest następujące porównanie: Bóg jest dla człowieka tym, czym dorosły jest dla dziecka, lub 2 do 4 jest jak 4 do 8.
Analogia z proporcji ma starożytny rodowód. Współczesnymi jej zwolennikami są Chaïm Perelman i Lucie Olbrechts-Tyteca.

## Istotne (wystarczające) podobieństwo
Najbardziej zagadkowe w analogii jest samo podobieństwo, od stwierdzenia którego zależy postawienie wniosku drogą tego rozumowania. Na płaszczyźnie logicznej nie da się go wytłumaczyć. Pewnym rozwiązaniem tego problemu jest powiązanie analogii z rozumowaniem intuicyjnym, którego właściwości między innymi polegają na budowaniu skojarzeń, w tym poprzez podobieństwo i przyległość oraz związki przyczynowe.
Powiązanie analogii z rozumowaniem intuicyjnym wyjaśnia zarówno to, że wnioskowaniu per analogiam można ufać i może ono przez to pełnić nie tylko funkcję heurystyczną, ale również funkcję dowodową, że wnioski przez podobieństwo można stawiać bardzo szybko (same przychodzą na myśl), że pewne analogie wydają się ludziom lepsze od innych mimo iż nie da się tego racjonalnie wytłumaczyć, bo na płaszczyźnie czysto logicznej mają one równą wartość, że wnioski, do jakich dochodzą per analogiam ludzie mający sporą wiedzę i doświadczenie, są więcej warte niż takie wnioski stawiane przez nowicjuszy w danym zawodzie/dziedzinie wiedzy, jak i to że wnioskowanie z analogii może przebiegać bez pośrednictwa ogólnych reguł oraz być wnioskowaniem istotnie odmiennym od dedukcji i indukcji, reprezentując zupełnie inną od nich kategorię wnioskowań.
Ponadto wskazuje ono na źródło skąd biorą się u ludzi twierdzenia, iż coś jest do czegoś podobne, oraz wyjaśnia to, w jaki sposób ludzie są władni do podejmować decyzji, którą z dwóch lub większej liczby możliwych analogii należy wybrać. Tłumaczy ono również to, dlaczego analogia jest nieprzechodnia (A może być istotnie podobne do B, ale zarazem już nie do C, które jest istotnie podobne do B), a nawet niesymetryczna (A może być istotnie podobne do B, ale B może nie być już istotnie podobne do A). Objaśnia także dlaczego postawione za jej pomocą wnioski mogą być ważne w pewnym momencie czasowym, a w innym – jak zmienią się okoliczności, które towarzyszyły postawieniu tych wniosków – już nie.